# 大城银行
大城银行，通称Krungsri，是泰国的商业银行，创办于1945年，总部位于曼谷然那哇县。

## 历史
大城银行创办于1945年1月27日，最初总部设在古都大城府，曼谷分行设在公司廊路，注册资本100万泰铢，创始人是李木川，即华商家族叻达那叻家族的创始人。1948年，大城银行的总部迁至曼谷阿努翁路，1950年迁至兰蓬猜路。1970年，获颁泰国王家认证，并将总部迁往奔集路。1977年，在泰国证券交易所上市。
2007年1月3日，美国通用电气旗下的通用电气资本和大城银行结为战略合作伙伴，通用电气资本持股比例为33%；2012年9月，通用电气通过一系列大宗交易，将其股份减持至25.33%。
2013年7月3日，日本三菱日联银行决定最高以5,600亿日圆（合56.1亿美元）收购大城银行75%的股权，叻达那叻家族继续保留在大城银行25%的股权。2015年1月5日，三菱东京日联银行曼谷分行正式吸收合并泰国大城银行，取代通用电气成为大股东。这是日本的银行首次把亚洲其他国家的大型银行纳入旗下，合并后的贷款余额规模在泰国位列第五。

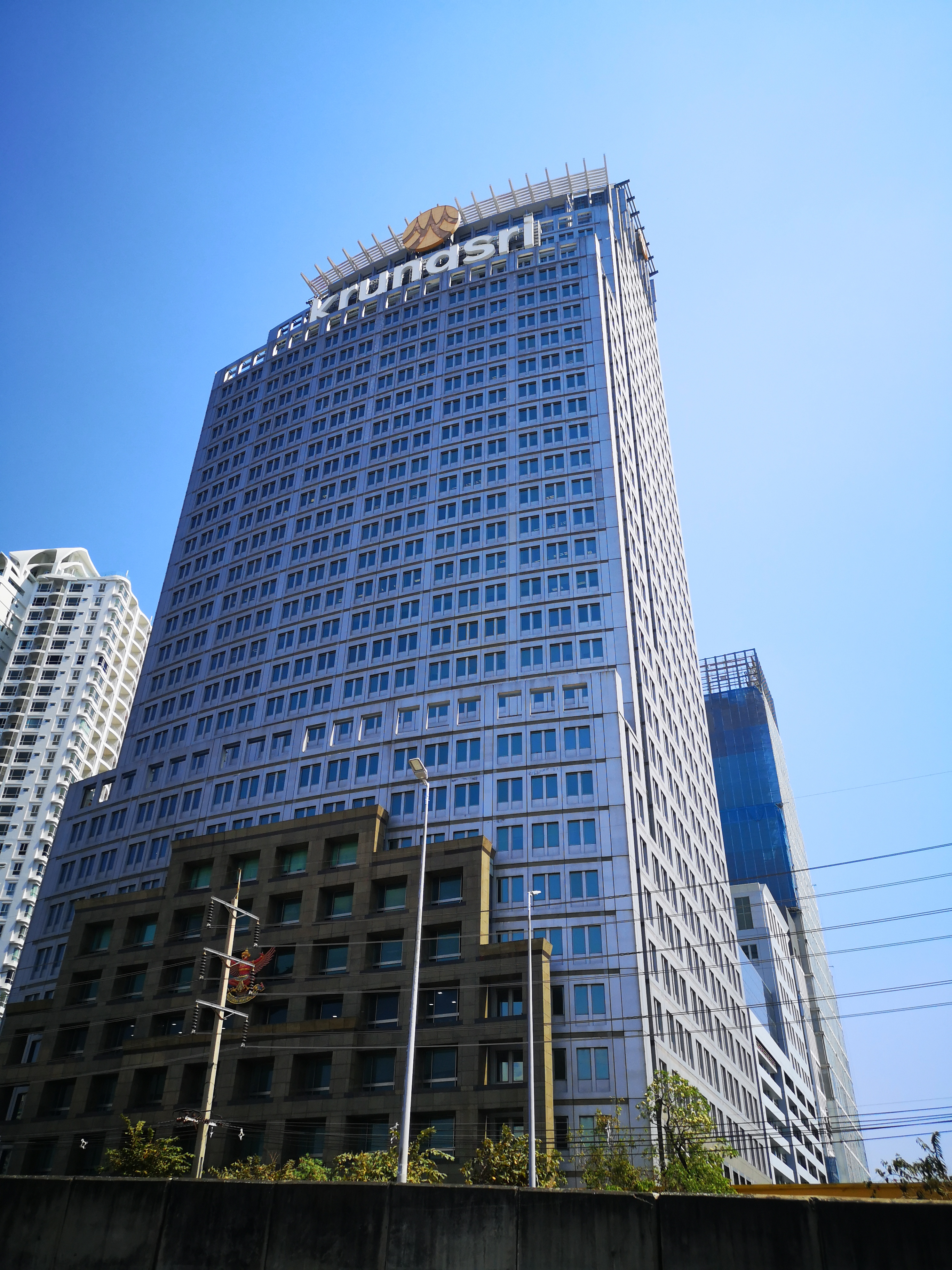
拍喃三路大城银行总部
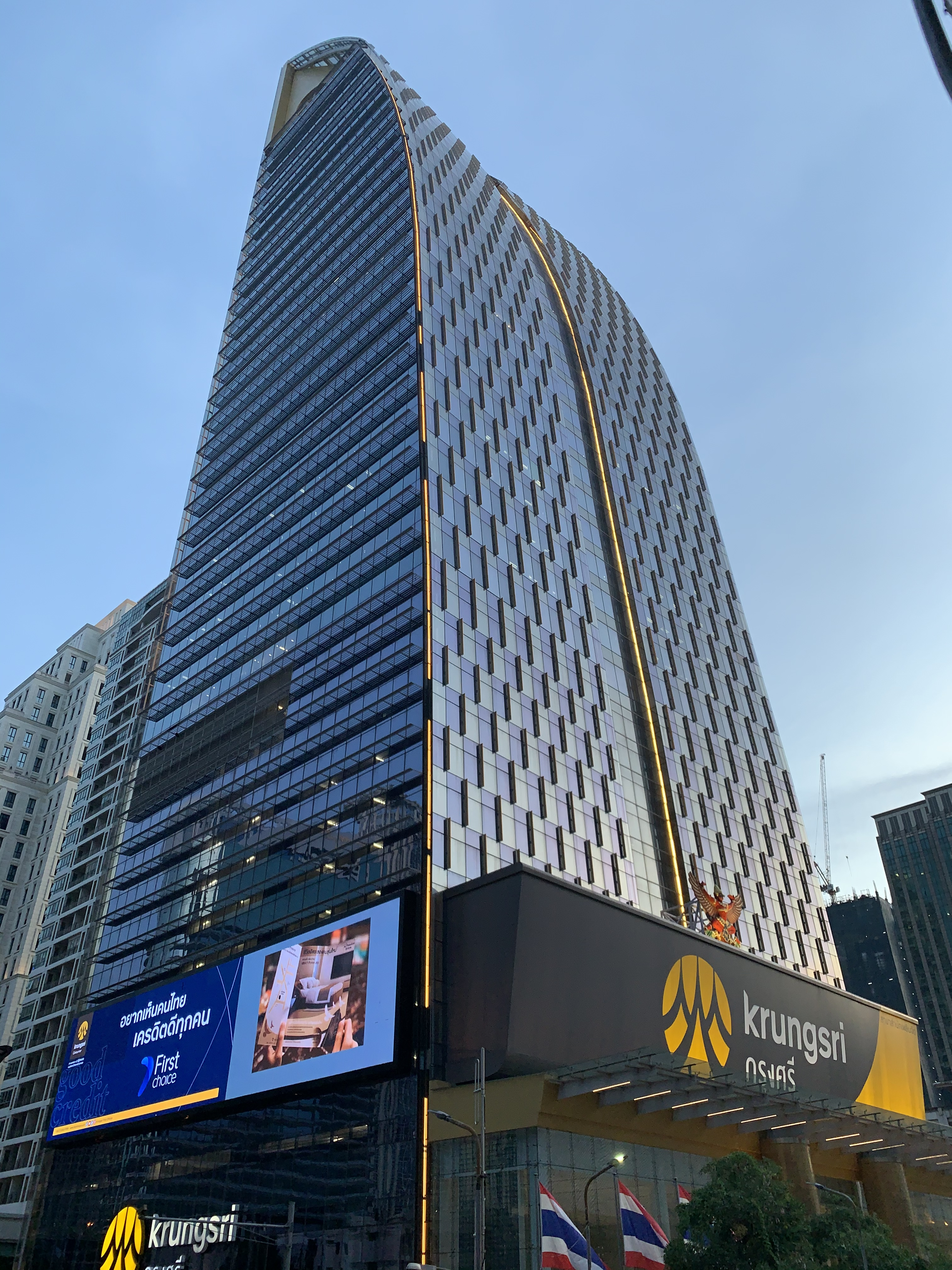
奔集路大城银行大楼
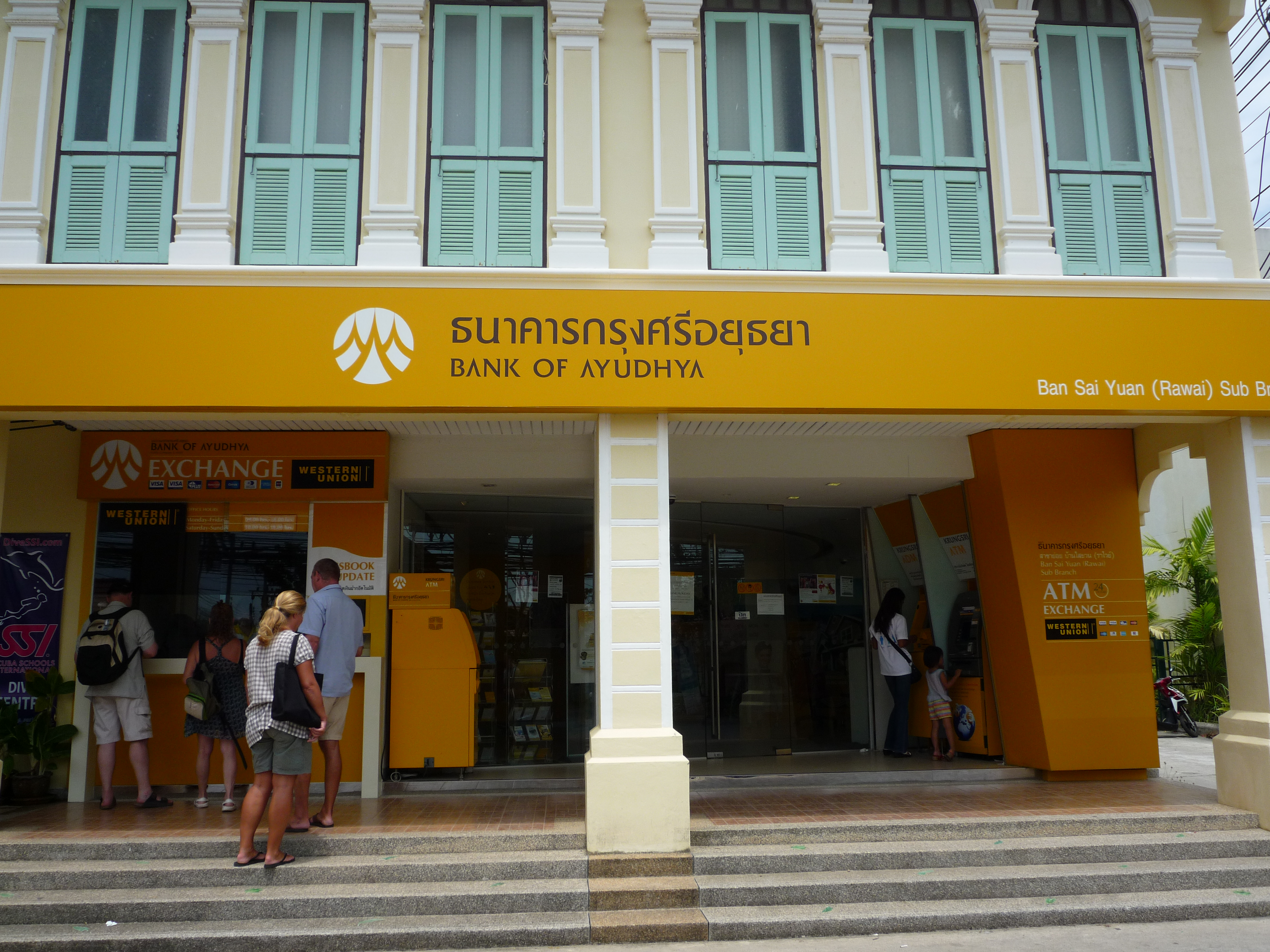
普吉府的分行